# Чжан Сяохуань
Джан Сяо-хуан  (кит.: 张晓欢 Zhāng Xiǎo-huān, 19 серпня 1980) — китайська спортсменка, спеціалістка з синхронного плавання, олімпійська медалістка.

## Виступи на Олімпіадах
| Олімпіада   | Дисципліна | Місце |
| ----------- | ---------- | ----- |
| Сідней 2000 | командні   | 7     |
| Афіни 2004  | дует       | 7     |
| Афіни 2004  | командні   | 6     |
| Пекін 2008  | командні   | 3     |